# Runnin’ with the Roc
Runnin’ with the Roc – piąty oficjalny mixtape wydany przez Uncle Murda, razem z DJ-em Selfem.

## Lista utworów
| #  | Tytuł                             | Występujący                      | Długość |
| -- | --------------------------------- | -------------------------------- | ------- |
| 1  | „Intro”                           | Uncle Murda                      | 1:37    |
| 2  | „Dear Summer”                     | Uncle Murda                      | 2:02    |
| 3  | „I Take Money”                    | Uncle Murda                      | 2:33    |
| 4  | „Skit”                            | Uncle Murda                      | 0:06    |
| 5  | „Informer”                        | Uncle Murda, Wyclef Jean, Movado | 3:50    |
| 6  | „Shootin' At Cops”                | Uncle Murda                      | 2:13    |
| 7  | „Clap Up Niggaz”                  | Uncle Murda                      | 2:52    |
| 8  | „Skit”                            | Uncle Murda                      | 0:11    |
| 9  | „Brooklyn”                        | Uncle Murda, Fabolous, Jay-Z     | 2:56    |
| 10 | „I Really Mean It”                | Uncle Murda                      | 2:43    |
| 11 | „Skit”                            | Uncle Murda                      | 0:21    |
| 12 | „I Let Her Lick Da Rapper”        | Uncle Murda                      | 2:58    |
| 13 | „Song Cry”                        | Uncle Murda                      | 2:15    |
| 14 | „Skit”                            | Uncle Murda                      | 0:16    |
| 15 | „Brooklyn Part 2”                 | Uncle Murda                      | 3:36    |
| 16 | „Sirius (VIP Saturday Interview)” | Uncle Murda                      | 1:45    |
| 17 | „Talkin To The Police”            | Uncle Murda                      | 3:01    |
| 18 | „Hold Up”                         | Uncle Murda, OX                  | 3:06    |
| 19 | „NWA”                             | Uncle Murda, Maino, Cassidy      | 3:26    |
| 20 | „G Shit”                          | Uncle Murda, Jadakiss            | 4:03    |
| 21 | „I'm A Survivor”                  | Uncle Murda                      | 2:43    |
| 22 | „Shoot To Kill”                   | Uncle Murda                      | 3:10    |
| 23 | „Sirius Freestyle”                | Uncle Murda                      | 2:31    |
| 24 | „VIP Saturday Freestyle”          | Uncle Murda                      | 4:45    |
| 25 | „Bullet, Bullet”                  | Uncle Murda                      | 2:35    |
| 26 | „Run Da City”                     | Uncle Murda                      | 6:45    |